# Стадион Мемориал колосеум (Лос Анђелес)
Стадион Мемориал колосеум (Лос Анђелес) (енгл. Los Angeles Memorial Coliseum) је вишенаменски стадион у граду Лос Анђелес, САД. Спортски комплекс је изграђен у Лос Анђелесу, САД. Од свог отварања 1923. године, Меморијални Колосеум у Лос Анђелесу постао је један од највећих спортских објеката на свету. Овај спортски комплекс је једини објекат на свету који је угостио две олимпијаде (Летње олимпијске игре 1932. и Летње олимпијске игре 1984), два Супер Боула (1. и 7.), Светску серију 1959., Папску мису и три председничка говора САД: Џон Ф. Кенедија, Ричард Никсона и Роналд Регана. Ова листа ће бити допуњена још једним догађајем – Меморијални Колосеум ће бити арена за Летње олимпијске игре 2028. године .

## Историja
Колосеум је дизајнирала породица архитеката Џона и Доналда Паркинсона. Меморијални Колосеум је првобитно планиран као место поштовања и споменик ветеранима Првог светског рата (званична примопредаја одржана је тек 1968. године). Свечаност полагања темеља обављена је 21. децембра 1921. године, а грађевински радови завршени су 1. маја 1923. године. Када је Меморијални колосеум отворен у јуну 1923. године, био је то највећи стадион у Лос Анђелесу са капацитетом од 75.144 места. Овде су одржане церемоније отварања и затварања Летњих олимпијских игара 1932. године. Стадион је постао место одржавања такмичења у хокеју на трави, гимнастици и скакању. У припреми овим Олимпијским играма, капацитет стадиона је повећан на 105.574 места. Године 1984. Лос Анђелес је постао једини град у Сједињеним Државама који је два пута био домаћин Олимпијских игара, а Меморијални колосеум је постао први стадион који је био домаћин Олимпијских игара. Током Летњих олимпијских игара 1984. године, овај стадион је постао место одржавања атлетских такмичења, као и церемонија отварања и затварања. Меморијални колосеум ће по трећи пут бити домаћин Летњих олимпијских игара 2028. и биће једини стадион на коме је стадион три пута био домаћин Олимпијских игара на истом стадиону (три утакмице у Паризу и Лондону имају различите стадионе).
Овде је одиграна прва фудбалска утакмица 6. октобра 1923. године. Утакмица се одиграла између екипа Помона колеџа и Универзитета Јужне Калифорније, а завршена је победом Јужне Калифорније резултатом 23 : 7. Овом спортском догађају присуствовало је 12.836 гледалаца .